# NGC 1226
NGC 1226 is een elliptisch sterrenstelsel in het sterrenbeeld Perseus. Het hemelobject werd op 6 december 1879 ontdekt door de Franse astronoom Édouard Jean-Marie Stephan.

## Synoniemen
- PGC 11879
- UGC 2575
- MCG 6-8-1
- ZWG 525.2
- ZWG 524.61